# Darren Purse
Darren John Purse (né le 14 février 1977 à Stepney) est un footballeur anglais. Il a été international anglais espoirs à deux reprises. Joueur expérimenté, il totalise près de 800 matchs dans une dizaine de clubs différents.

## Carrière en club
Après des débuts à Leyton Orient puis à Oxford United, Purse signe pour Birmingham City où il est remarqué pour le but qu'il inscrit le 25 février 2001 en finale de Coupe de la Ligue contre Liverpool sur pénalty, qui permet à son équipe de jouer la prolongation.
Durant l'été 2005 il est transféré au club gallois de Cardiff City où il devient capitaine de l'équipe que dirige l'entraîneur Dave Jones pour sa première saison. Il y reste quatre saisons, période à l'issue de laquelle, aucune prolongation ne lui étant proposée, il part pour Sheffield Wednesday. Dans ce club aussi, il devient capitaine de l'équipe. Finalement, après 18 mois environ, il résilie son contrat et s'engage en janvier 2011 à Millwall.
S'il joue 13 matchs de championnat dans les cinq mois qui suivent, la saison suivante est différente : entre août et octobre, il n'apparaît qu'une fois sur le terrain, lors d'un match de Carling Cup. C'est pourquoi il accepte un prêt d'un mois en octobre 2011 au club de Yeovil Town (D3) où il joue cinq rencontres. Quelques semaines plus tard, il part en prêt pour Plymouth Argyle qui en obtient le transfert lors du mercato d'hiver 2012. Purse signe alors un contrat jusqu'à la fin de la saison. En janvier 2013, il signe en faveur de Port Vale.

## Carrière internationale
Darren Purse joue deux matchs en équipe d'Angleterre espoirs durant l'année 1998.